# 索蒂略市 (莫納加斯州)

索蒂略市（西班牙語：Municipio Sotillo），是委內瑞拉的一個市，位於該國東部莫納加斯州，首府設於巴蘭卡斯德爾奧里諾科，始建於1732年，海拔高度3米，面積1,939平方公里，2008年人口27,482，人口密度每平方公里14.17人。